# Nematopsis veneris
Nematopsis veneris is een soort in de taxonomische indeling van de Myzozoa, een stam van microscopische parasitaire dieren. Het organisme komt uit het geslacht Nematopsis en behoort tot de familie Porosporidae. Nematopsis veneris werd in 1925 ontdekt door Léger & Dubosq.